# Plourivo
Plourivo (en bretó Plourivoù) és un municipi francès, situat a la regió de Bretanya, al departament de Costes d'Armor. El 2019 tenia 2.263 habitants.

## Demografia
| 1962                                       | 1968  | 1975  | 1982  | 1990  | 1999  |
| ------------------------------------------ | ----- | ----- | ----- | ----- | ----- |
| 1.891                                      | 1.869 | 1.933 | 1.927 | 1.932 | 1.973 |
| Des de 1962: població sense dobles comptes |       |       |       |       |       |

## Administració
| Període   | Identitat        | Partit |
| --------- | ---------------- | ------ |
| 1977-1995 | Pierre L'Hostis  |        |
| 1995-2001 | Claude Le Tréou  |        |
| 2001-2008 | Alain Le Guyader | PS     |
| 2008-     | Michel Raoult    |        |